# Branislav Vukosavljević
Branislav Vukosavljević (Belgrado, 19 settembre 1929 – 10 novembre 1985) è stato un allenatore di calcio e calciatore jugoslavo.

## Palmarès

### Club

#### Competizioni nazionali
- Prva Liga (Jugoslavia): 2

Stella Rossa: 1951, 1952-1953
- Coppa di Jugoslavia: 3

Stella Rossa: 1947-1948, 1948-1949, 1950
- Campionato svizzero: 1

Grasshoppers: 1955-1956
- Coppa Svizzera: 1

Grasshoppers: 1955-1956

### Individuale
- Capocannoniere del campionato svizzero: 1

1955-1956 (33 reti)